# Hubert Laitko

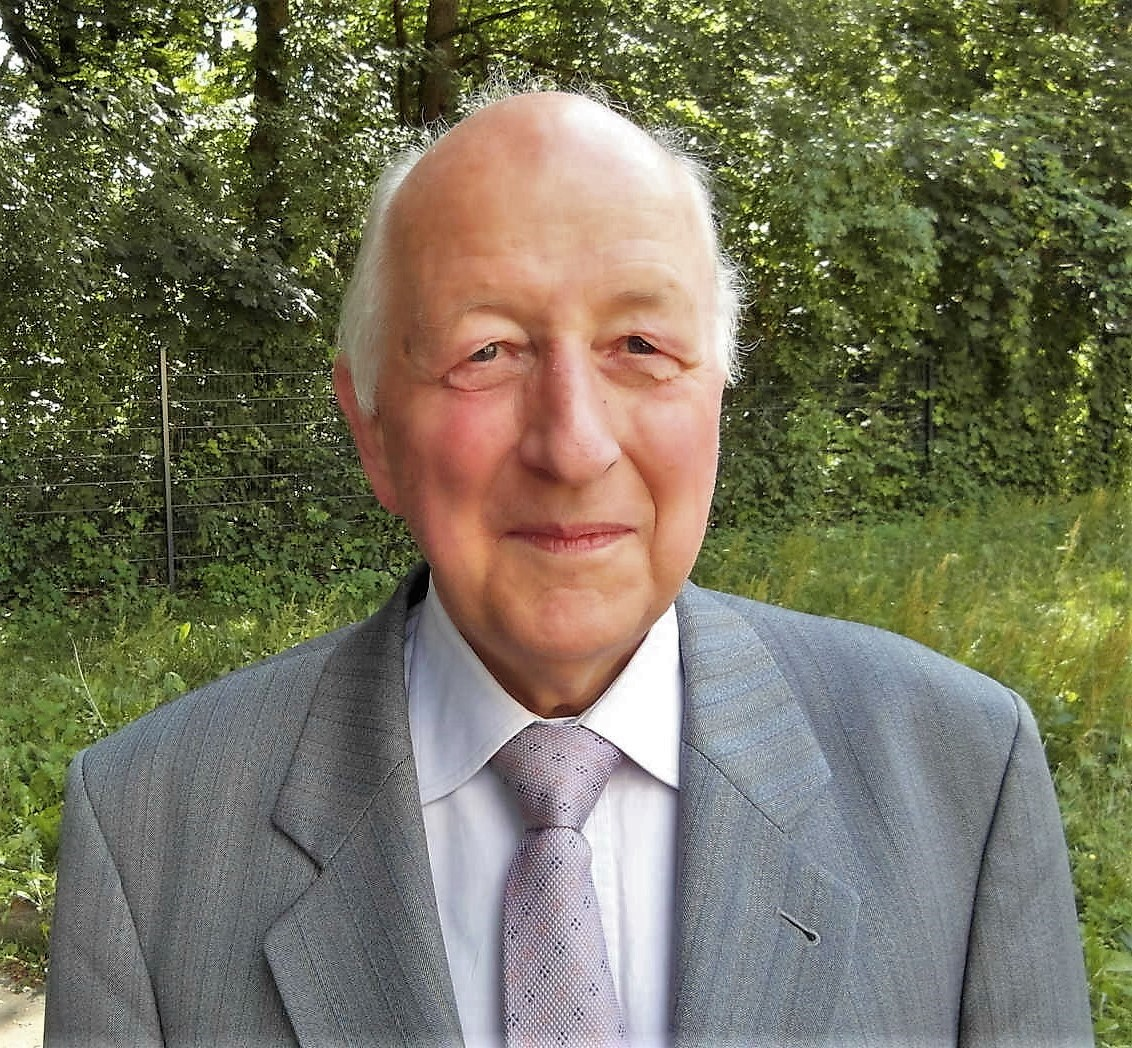
Hubert Laitko (2016)

Hubert Laitko (* 3. April 1935 in Spremberg; † 9. September 2024 in Berlin) war ein deutscher Wissenschaftshistoriker und Wissenschaftstheoretiker.

## Leben
Hubert Laitko wurde als Sohn des Schlossers Otto Laitko und seiner Ehefrau Liesbeth Laitko (geborene Buder) in Spremberg (Niederlausitz) geboren, besuchte von 1941 bis 1953 die Grund- und Oberschule und legte 1953 an der Karl-Marx-Oberschule Spremberg das Abitur ab. Anschließend studierte er von 1953 bis 1959 an der Karl-Marx-Universität Leipzig zunächst Journalistik und nach drei Jahren Philosophie am Institut für Philosophie, das damals von Ernst Bloch geleitet wurde. Seine wichtigsten akademischen Lehrer in dieser Zeit waren der Philosoph Rudolf Rochhausen, der Physiker und Wissenschaftstheoretiker Asari Polikarow und der Wissenschaftshistoriker Gerhard Harig. Zu seinen Kommilitonen am Leipziger Philosophischen Institut gehörten Klaus Kittowski, Reinhard Mocek und Heinrich Parthey, die später Wissenschaftsphilosophen wurden und mit denen er bis zuletzt zusammenarbeitete. Sein Studium schloss Laitko 1959 mit dem Staatsexamen in Philosophie ab. Während des Studiums und seiner nachfolgenden Tätigkeit in Halle (Saale) wirkte er im Leipziger Studentenkabarett Rat der Spötter mit, zu dessen Gründergeneration er gehörte, das er zeitweise geleitet hat und das im Herbst 1961 aufgelöst werden musste, nachdem ein Programm als konterrevolutionär eingestuft worden war.
Nach einem Jahr als Wissenschaftlicher Assistent für Philosophie am Institut für Gesellschaftswissenschaften an der Universität Halle war er von 1960 bis 1963 Aspirant am Lehrstuhl für „Philosophische Fragen der Naturwissenschaften“ im Philosophischen Institut der Humboldt-Universität zu Berlin unter Hermann Ley. 1964 promovierte er mit der Arbeit „Zur philosophischen Konzeption des Physikers Pascual Jordan. Versuch einer kritischen Analyse“ zum Dr. phil. und blieb anschließend bis 1969 als Assistent, Oberassistent und wissenschaftlicher Mitarbeiter an diesem Institut.
Ab 1969 gehörte er zum Gründungsteam des „Instituts für Wissenschaftstheorie und -organisation“  – IWTO an der Deutschen Akademie der Wissenschaften zu Berlin (DAW), ab 1975 umbenannt in „Institut für Theorie, Geschichte und Organisation der Wissenschaft“ – ITW an der Akademie der Wissenschaften der DDR (AdW). Dort leitete er zunächst eine Forschungsgruppe und dann den Bereich „Wissenschaftsgeschichte“.
Laitko habilitierte sich 1978 an der Akademie mit der Dissertation B „Wissenschaft als allgemeine Arbeit – zur begrifflichen Grundlegung der Wissenschaftswissenschaft“. 1979 wurde er zum Professor an der Akademie ernannt. Mit der Abwicklung des ITW wurde Laitko im Jahre 1991 in den Vorruhestand („Altersübergangsgeld“) überführt.

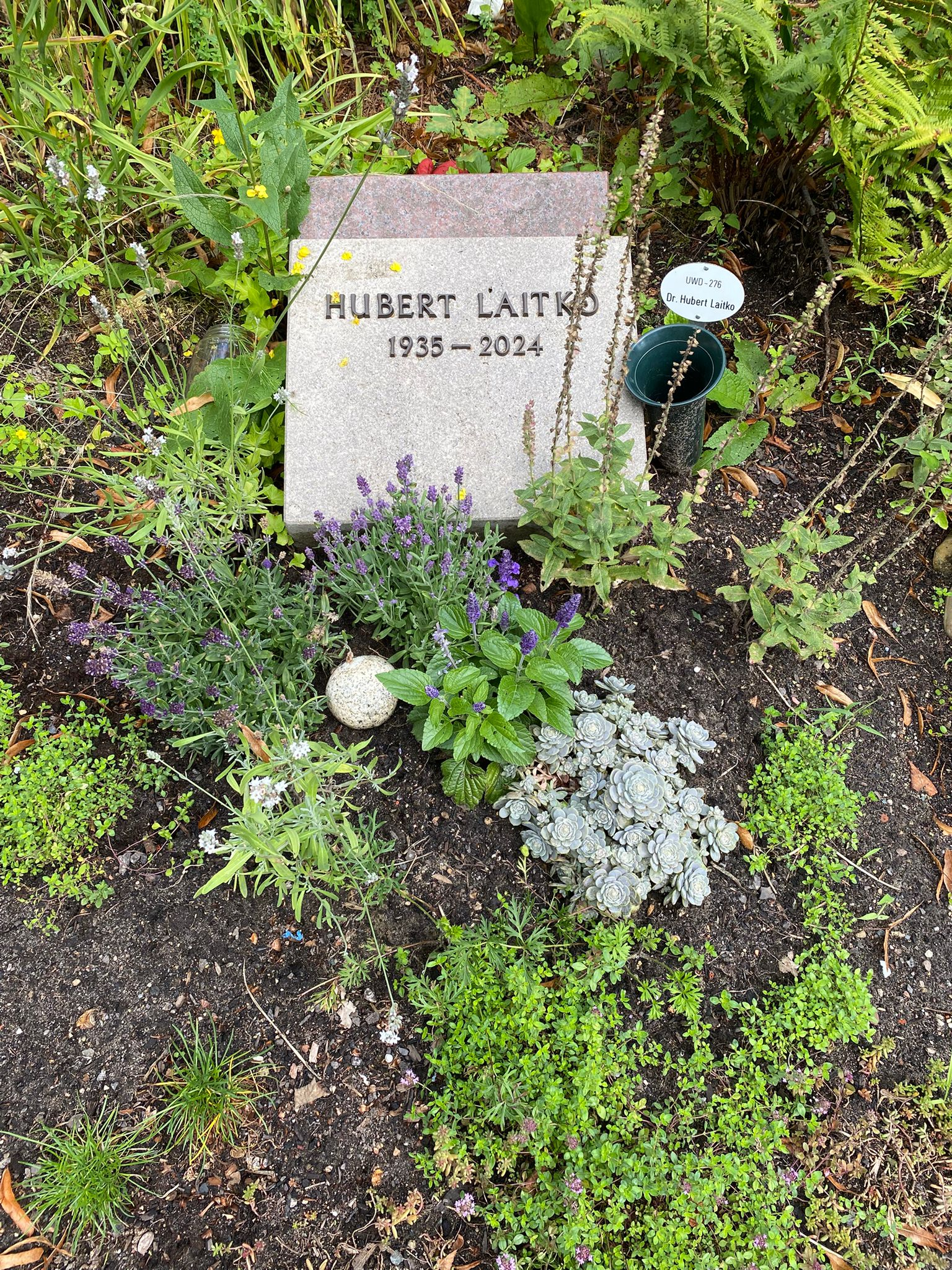
Grabstätte auf dem Friedhof Pankow III

Seit 1994 war Laitko gewähltes Mitglied der Leibniz-Sozietät der Wissenschaften zu Berlin und gehörte ihrer Kommission für Akademie- und Wissenschaftsgeschichte an. Er war Gründungs- und Vorstandsmitglied der Gesellschaft für Wissenschaftsforschung in Berlin.
Von 2008 bis 2014 war Laitko Lehrbeauftragter für Geschichte der Naturwissenschaft an der Brandenburgischen Technischen Universität Cottbus.
Mit Eckart Henning begründete Laitko 1994 die bis 2014 bestehenden und seit 1996 in einer Schriftenreihe dokumentierten „Dahlemer Archivgespräche“. Laitko hat mehrere Jahrbücher der „Gesellschaft für Wissenschaftsforschung“ mit herausgegeben sowie Arbeiten über Robert Havemann verfasst.
Im Mittelpunkt der wissenschaftlichen Arbeiten von Laitko standen Untersuchungen zur Geschichte wissenschaftlicher Institutionen und Institutionennetze im 19. und 20. Jahrhundert: Wissenschaft und Wissenschaftspolitik in Preußen und im wilhelminischen Deutschland; Geschichte der Kaiser-Wilhelm-/Max-Planck-Gesellschaft; deutsche Akademiegeschichte; Disziplinarität und Disziplingenese; Institutionalgeschichte der Wissenschaft in der DDR. Hinzu kommen Arbeiten zur Geschichte der Wissenschaftsforschung.
Laitko war seit 1967 mit der promovierten Medizinerin (Rheumatologin) Sigrid Laitko, geb. Stope verheiratet. Die promovierte Biophysikerin Ulrike Laitko ist die Tochter des Ehepaars. Er ruht auf dem Friedhof Pankow III.

## Ehrungen (Auswahl)
- Orden Banner der Arbeit
- 1989 Nationalpreis der DDR III. Klasse für Wissenschaft und Technik
- 2018 Daniel-Ernst-Jablonski-Medaille der Leibniz-Sozietät der Wissenschaften zu Berlin.

## Veröffentlichungen (Auswahl)
- Bibliographie Hubert Laitko. Zusammengestellt anlässlich seines 70. Geburtstages. In: Gesellschaftliche Integration der Forschung. Wissenschaftsforschung. Sonderdruck, Jahrbuch 2005. Hrsg. von Klaus Fischer und Heinrich Parthey. Berlin 2006, S. 181–210, ISBN 3-934682-40-5.
- Hrsg. mit Reinart Bellmann: Wege des Erkennens – philosophische Beiträge zur Methodologie der naturwissenschaftlichen Erkenntnis. Deutscher Verlag der Wissenschaften, Berlin 1969.
- mit Wolf-Dietrich Sprung: Chemie und Weltanschauung. Urania-Verlag, Leipzig/Jena/Berlin 1970, 2. Auflage 1973.
- mit Günter Kröber: Wissenschaft als soziale Kraft. Akademie-Verlag, Berlin 1976.
- Wissenschaft als allgemeine Arbeit – zur begrifflichen Grundlegung der Wissenschaftswissenschaft. Akademie-Verlag, Berlin 1979.
- Leiter des Autorenkollektivs: Wissenschaft in Berlin – von den Anfängen bis zum Neubeginn nach 1945. Dietz Verlag, Berlin 1987.
- Hrsg. mit Martin Guntau: Der Ursprung der modernen Wissenschaften. Studien zur Entstehung wissenschaftlicher Disziplinen. Akademie-Verlag, Berlin 1987.
- Geschichte der Wissenschaft in Berlin im Spannungsfeld von wissenschaftshistorischem Weltprozess und urbaner Prägung. Akademie-Verlag, Berlin 1988.
- Hrsg. mit Dieter Hoffmann: Robert Havemann: Texte. Warum ich Stalinist war und Antistalinist wurde. Berlin 1990.
- Hrsg. mit Dieter Hoffmann: Ernst Mach: Studien und Dokumente zu Leben und Werk. Deutscher Verlag der Wissenschaften, Berlin 1991.
- Hrsg. mit Heinrich Parthey und Jutta Petersdorf: Wissenschaftsforschung. Jahrbuch 1994/95, 1996.
- Hrsg. mit Siegfried Greif und Heinrich Parthey: Wissenschaftsforschung. Jahrbuch 1996/97, 1998.
- Hrsg. mit Bernhard vom Brocke: Die Kaiser-Wilhelm-/Max-Planck-Gesellschaft und ihre Institute. Studien zu ihrer Geschichte: Das Harnack-Prinzip. Walter de Gruyter, Berlin/New York 1996.
- Ostdeutsche Wissenschaft im siebten Jahr der deutschen Einheit. In: ICARUS. Zeitschrift für soziale Theorie und Menschenrecht. 3 (1997), S. 3–9.
- Abwicklungsreminiszenzen. Nachdenken über das Ende der Akademie. In: Hochschule Ost 6 (1997) 1, S. 55–81.
- Hrsg. mit Klaus Fuchs-Kittowski, Heinrich Parthey, Walter Umstätter: Wissenschaft und Digitale Bibliothek. Wissenschaftsforschung. Jahrbuch 1998. Gesellschaft für Wissenschaftsforschung, Berlin 2000.
- Theoria cum praxi. Anspruch und Wirklichkeit der Akademie. Festvortrag, gehalten auf dem Leibniz-Tag der Leibniz-Sozietät der Wissenschaften zu Berlin, am 29. Juni 2000.
- Hrsg. mit Dieter Hoffmann, Staffan Müller-Wille: Lexikon der bedeutenden Naturwissenschaftler in drei Bänden. Spektrum Akademischer Verlag, Heidelberg/Berlin 2003–2004.
- Hrsg. mit Andreas Trunschke: Mit der Wissenschaft in die Zukunft. Nachlese zu John Desmond Bernal. Rosa-Luxemburg-Stiftung Brandenburg, Potsdam 2003.
- Hrsg. mit Lorenz Friedrich Beck: Dahlemer Archivgespräche, begründet von Eckart Henning; ab Band 12 (2007) herausgegeben für das Archiv der Max-Planck-Gesellschaft.
- Strategen, Organisatoren, Kritiker, Dissidenten – Verhaltensmuster prominenter Naturwissenschaftler der DDR in den 50er und 60er Jahren des 20. Jahrhunderts. Max-Planck-Institut für Wissenschaftsgeschichte, Berlin 2009. online, PDF.
- Hrsg. mit Klaus Fischer, Heinrich Parthey: Interdisziplinarität und Institutionalisierung der Wissenschaft. Wissenschaftsforschung. Jahrbuch 2010. Wissenschaftlicher Verlag, Berlin 2011.
- Hrsg. mit Karl-Friedrich Wessel, Thomas Diesner: Hermann Ley – Denker einer offenen Welt. Kleine Verlag, Grünwald 2012.
- Hrsg. mit Herbert Hörz: Akademie und Universität in historischer und aktueller Sicht. Arbeitsteilung, Konkurrenzen, Kooperationen. Jahreskonferenz der Leibniz-Sozietät 2010 in Berlin. Trafo-Wissenschaftsverlag, Berlin 2013.
- Hrsg. mit Karl-Heinz Bernhardt: Akademische und außerakademische Forschung in Deutschland – Tendenzen und Zäsuren eines Jahrhunderts. Trafo-Wissenschaftsverlag, Berlin 2013, ISBN 978-3-86464-031-5.
- Talente- und Elitenförderung im "System Althoff". In: Karl-Friedrich Wessel und Andreas Wessel (Hrsg.): Persönlichkeit und Verantwortung in Wissenschaft, Medizin und Technik. Robert Ketting zum Gedenken (= Berliner Studien zur Wissenschaftsphilosophie und Humanontogenetik, Bd. 30). Kleine Verlag, Grünwald 2013, ISBN 978-3-937461-57-1.
- Als Philosophiestudenten in Leipzig – die späten Fünfziger. In: Frank Fuchs-Kittowski, Werner Kriesel (Hrsg.): Informatik und Gesellschaft. Festschrift zum 80. Geburtstag von Klaus Fuchs-Kittowski. Peter Lang Internationaler Verlag der Wissenschaften – PL Academic Research, Frankfurt a. M./Bern/Bruxelles/New York/Oxford/Warszawa/Wien 2016, S. 241–245, ISBN 978-3-631-66719-4 (Print), E-ISBN 978-3-653-06277-9 (E-Book).
- Hrsg. mit Harald A. Mieg, Heinrich Parthey: Forschendes Lernen. Wissenschaftsforschung. Jahrbuch 2016. Wissenschaftlicher Verlag, Berlin 2017.